# Mordella ornatopallida
Mordella ornatopallida là một loài bọ cánh cứng trong họ Mordellidae. Loài này được Reitter miêu tả khoa học năm 1911.